# Championnat d'Espagne de football 1980-1981
Navigation
Championnat d'Espagne 1979-80 Championnat d'Espagne 1981-82
Le Championnat d'Espagne de football de Primera División 1980-1981 est la 50e édition de ce championnat. La Real Sociedad remporte son premier titre grâce au goal-average particulier (3 -2). Achevant le championnat avec le même nombre de points (45) que le Real Madrid, l'équipe de Saint-Sébastien est sacrée grâce à sa victoire à domicile contre les Madrilènes 3 - 1 et malgré sa défaite sur le score de 0 - 1 au stade Santiago-Bernabéu. 

## Classement
| Rang | Équipe                | Pts | J  | G  | N  | P  | Bp | Bc | Diff |
| ---- | --------------------- | --- | -- | -- | -- | -- | -- | -- | ---- |
| 1    | Real Sociedad         | 45  | 34 | 19 | 7  | 8  | 52 | 29 | +23  |
| 2    | Real Madrid T         | 45  | 34 | 20 | 5  | 9  | 66 | 37 | +29  |
| 3    | Atlético de Madrid    | 42  | 34 | 16 | 10 | 8  | 46 | 39 | +7   |
| 4    | Valence CF            | 42  | 34 | 17 | 8  | 9  | 59 | 41 | +18  |
| 5    | FC Barcelone C        | 41  | 34 | 18 | 5  | 11 | 66 | 41 | +25  |
| 6    | Real Betis            | 40  | 34 | 17 | 6  | 11 | 55 | 38 | +17  |
| 7    | Sporting de Gijón     | 38  | 34 | 14 | 10 | 10 | 58 | 40 | +18  |
| 8    | Séville FC            | 37  | 34 | 14 | 9  | 11 | 34 | 42 | -8   |
| 9    | Athletic Bilbao       | 35  | 34 | 14 | 7  | 13 | 64 | 53 | +11  |
| 10   | Espanyol de Barcelone | 34  | 34 | 14 | 6  | 14 | 37 | 42 | -5   |
| 11   | CA Osasuna P          | 32  | 34 | 12 | 8  | 14 | 35 | 46 | -11  |
| 12   | Real Valladolid P     | 31  | 34 | 9  | 13 | 12 | 40 | 46 | -6   |
| 13   | Hércules CF           | 30  | 34 | 10 | 10 | 14 | 42 | 48 | -6   |
| 14   | Real Saragosse        | 29  | 34 | 9  | 11 | 14 | 31 | 44 | -13  |
| 15   | UD Las Palmas         | 28  | 34 | 12 | 4  | 18 | 47 | 61 | -14  |
| 16   | Real Murcie P         | 23  | 34 | 8  | 7  | 19 | 35 | 49 | -14  |
| 17   | UD Salamanque         | 21  | 34 | 7  | 7  | 20 | 32 | 67 | -35  |
| 18   | AD Almería            | 19  | 34 | 6  | 7  | 21 | 30 | 66 | -36  |

- Champion, qualification pour la Coupe des clubs champions 1981-1982 en tant que champion
- Qualification pour la Coupe des vainqueurs de coupe de football 1981-1982 en tant que vainqueur de la Coupe d'Espagne
- Qualification pour la Coupe UEFA 1981-1982
- Relégation en Segunda División

## Bilan de la saison
| Tableau d'Honneur                 |               |
| Compétition                       | Vainqueur     |
| Championnat d'Espagne de football | Real Sociedad |
| Coupe d'Espagne de football       | FC Barcelone  |

| Promotions et relégations    |                                        |
| Relégués en Segunda División | Real Murcie UD Salamanca AD Almería    |
| Promus en Primera División   | CD Castellón Cadix CF Racing Santander |